# Бомбардировка Штутгарта во время Второй мировой войны

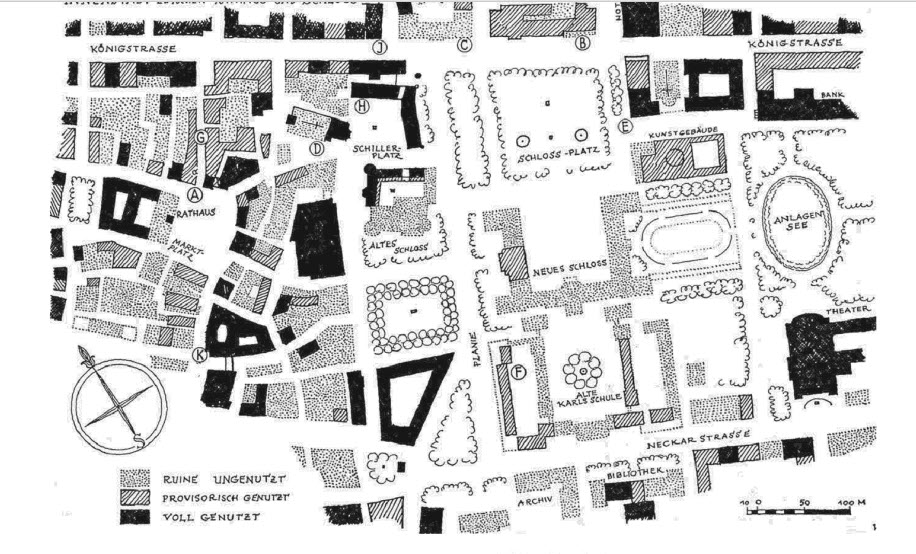
План разрушений в Штутгарте

К бомбардировкам Штутгарта в годы Второй мировой войны относится серия из 53 воздушных налётов в ходе стратегического воздушного наступления союзников против Германии. Первый налёт на город состоялся 20 самолётами королевских ВВС и произошёл 25 августа 1940 года. В ходе налёта было уничтожено 17 городских строений. В течение последующих четырёх с половиной лет город был несколько раз атакован ВВС Великобритании и 8-й воздушной армией США, что привело к многочисленным разрушениям зданий и промышленной инфраструктуры города (в том числе автомобильных заводов Даймлер и Порше) и нескольких военных баз. Были нарушены централизованные железнодорожные перевозки в юго-западной Германии. Последние бомбардировки города проходили 19 апреля 1945 года.
За период 1939—1945 годов ВВС Великобритании сбросили на город Штутгарт 21 016 длинных тонн бомб.

## История

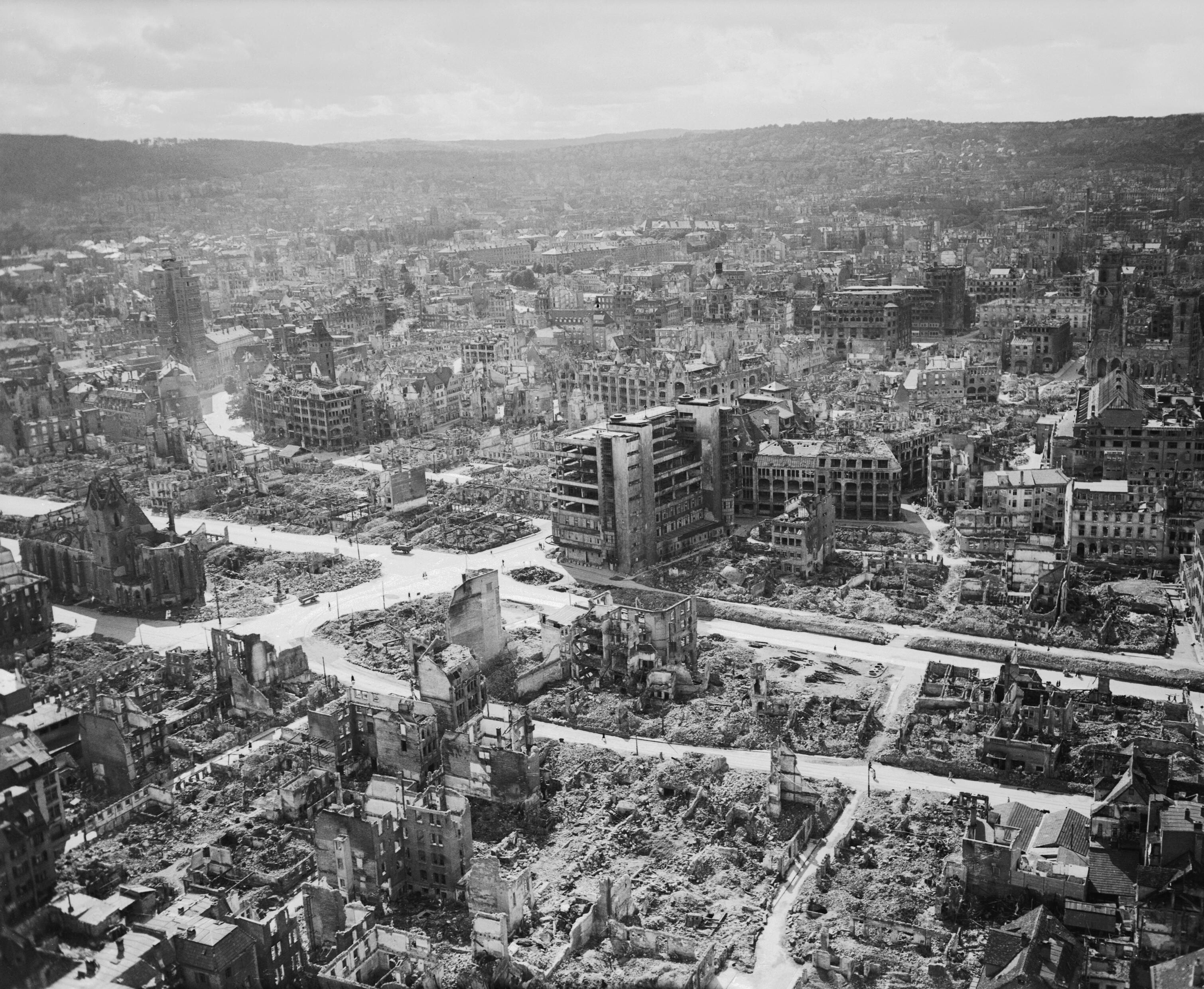
Разрушения в центре Штутгарта в годы Второй мировой войны.

Город Штутгарт в мае 1939 года представлял собой крупнейший город Германии с более чем 458 000 жителями. В городе были расположены крупные промышленные предприятия, включая военные заводы Daimler-Benz и Bosch, а также небольшие компании, такие как Motorenwerke и завод автомобильных кузовов Ройтер. Эти предприятия служили первоочередными целями для разрушений во время предстоящих бомбардировок.
22 ноября 1942 года южный Штутгарт был атакован 191 самолётами. Предыдущие бомбардировки города с 1940 года не принесли ему значительных разрушений и людских потерь.
На 11 марта 1943 года 279 самолётов вновь бомбили южные районы города Штутгарта. 15 апреля 1943 года бомбардировка города проходила в его восточной части 393 самолётами. Известен рейд 6 сентября 1943 года, когда взлетели 338 американских тяжёлых бомбардировщиков, но только около 150 долетели до города и бомбили его. В этот рейд были велики потери американских самолётов — 45 бомбардировщиков Б-17. 8 октября 1943 года 342 «Ланкастера» королевских «RAF» бомбили центр города Штутгарта, 26 ноября этого же года город бомбили 162 самолёта.
552 самолёта обрушились на город 21 февраля 1944 года, ещё более масштабная бомбардировка 557 самолётами проходила 2 марта. В рейде на Штутгарт 5 марта 1944 года участвовали RAF из 863 бомбардировщиков, которые сбросили на город 3000 тонн бомб. Около 100 самолётов бомбили город 16 июля 1944 года. Впоследствии, союзные ВВС нанесли на Штутгарт четыре удара с 25 июля по 29 июля, сбросив около 73 000 бомб. В рейдах 5, 10 и 12 сентября на город участвовали свыше 200 самолётов. Рейд 12 сентября в результате огненного шторма нанёс городу значительный ущерб и унёс жизни 957 человек. В ночь с 19—20 октября 1944 года город бомбили 583 самолёта. После этого 5 ноября этого же года в двух рейдах участвовало 165 бомбардировщиков. Последний крупный рейд 1944 года был проведён 350 самолётами в восточном Штутгарте 9 декабря.
В последнем крупном рейде на город 28 января 1945 года участвовали 539 самолётов, бомбя его восточные районы. Последующие рейды состояли из малого числа самолётов — менее 50.
Несмотря на ущерб, нанесённый Штутгарту от бомбардировок, в RAF пришли к выводу, что разрушения города были не столь эффективны, как они могли бы быть.

## ПВО
К 1944 году Штутгарт обороняли 11 тяжёлых (88 мм) и 38 лёгких (от 20 мм до 40 мм) зенитных орудийных батарей. В защите города принимали участие также истребители Люфтваффе, размещённые на юге от города Штутгарт. В настоящее время остались «свидетели» тех боевых действий — смотровая Башня Burgholzhof, которая была использована зенитными корректировщиками во время рейдов.

## Статистика нападений
- 1,5 миллиона кубометров щебня от разрушенных зданий города было вывезено в Birkenkopf[7].
- За годы войны на Штутгарт было сброшено около 142 000 бомб.
- Потери союзников в атаках на Штутгарт составили около 300 самолётов и 2400 человек лётного состава.
- 4590 человек были убиты в результате воздушных атак.
- В результате бомбардировок в городе было разрушено или повреждено 39 125 зданий.